# جيري ميلر (مهندس)
جيري ميلر (بالإنجليزية: Jerry Miller)‏ هو مهندس أمريكي، ولد في 12 أكتوبر 1942، وتوفي في 16 نوفمبر 2018.